# Hillebrandia sandwicensis
A Hillebrandia sandwicensis a tökvirágúak (Cucurbitales) rendjébe, ezen belül a begóniafélék (Begoniaceae) családjába tartozó faj.
Nemzetségének egyetlen faja.

## Neve
Ez a növény a nemzetségnevét William Hillebrand német orvos, utazó és botanikus tiszteletére kapta, míg faji szintű neve a Hawaii-szigetek korábbi nevét, a Sandwich-szigeteket hordozza.

## Előfordulása
A Hillebrandia sandwicensis előfordulási területe kizárólag Hawaii. Ennek a csendes-óceáni szigetcsoportnak az egyik endemikus növénye. Manapság csak a Maui, Molokai és a Kauai szigeteken található meg. Az Oahuról kihalt. A természetes élőhelyei a 900-1800 méteres tengerszint feletti magasságok között található; ahol a nedves sziklahasadékokban él.

## Megjelenése
Ez a növény gumóiból nő ki; termés után a talaj feletti minden része elszárad, és csak a gumók maradnak életben. Amikor kihajt a növény pozsgás ágakból tevődik össze. A nagy zöld levelei kétszeresen háromkaréjúak. A Hillebrandia sandwicensis egylaki növény (monoikus); vagyis ugyanazon az egyeden mind működőképes hím viráglevél (porzó, stamen), mind pedig működőképes nőivarú viráglevél (termő, carpellum) fejlődik ki. A virág fehér, rózsaszínes árnyalattal. Február és június között nyílik és nyáron terem. A magvai igen aprók.